# Saint-Vincent-des-Prés, Sarthe
Saint-Vincent-des-Prés là một xã trong tỉnh Sarthe ở tây bắc nước Pháp. Xã này nằm ở khu vực có độ cao từ 69-118 mét trên mực nước biển.